# Docks Océane
Docks Océane est une salle polyvalente située au quai Frissard, au Havre, dans le quartier de l'Eure.  La salle des Docks Océane accueille des concerts, des spectacles et comédies musicales, des compétitions et démonstrations sportives et des événements d'entreprise. Le Saint Thomas Basket Le Havre, évoluant en Pro B, est le club résident de la salle.

## Sport
Dock Océane est le lieu de résidence des deux clubs de la ville du Havre au Basket, STB Le Havre, et en Handball, HAC Handball

### Basket Ball
STB Le Havre joue au Docks Océane depuis l'ouverture de la salle en l'an 2000.

### Handball
Le HAC Handball joue aux Docks Océane ses grandes affiches de championnat de France et de coupes d'Europe.